# 습지뒤쥐
습지뒤쥐(Sorex bendirii)는 땃쥐과에 속하는 포유류의 일종이다. 수생 서식지 근처에서 발견되는 대형 북아메리카 땃쥐류의 일종이다. 북아메리카 뒤쥐속 중에서 가장 큰 종이다. 캐나다 브리티시컬럼비아주 남부 지역부터 미국 캘리포니아주 북부 지역에 이르는 태평양 해안을 따라서 발견된다.

## 아종
습지뒤쥐는 3개 아종을 포함하고 있다.
- Sorex bendirii albiventer
- Sorex bendirii bendirii
- Sorex bendirii palmeri